# Bailly-Romainvilliers
Bailly-Romainvilliers is een gemeente in het Franse departement Seine-et-Marne (regio Île-de-France) en telt 6.884 inwoners (2011). De plaats maakt deel uit van het arrondissement Torcy en is een van de 26 gemeenten van de nieuwe stad Marne-la-Vallée.

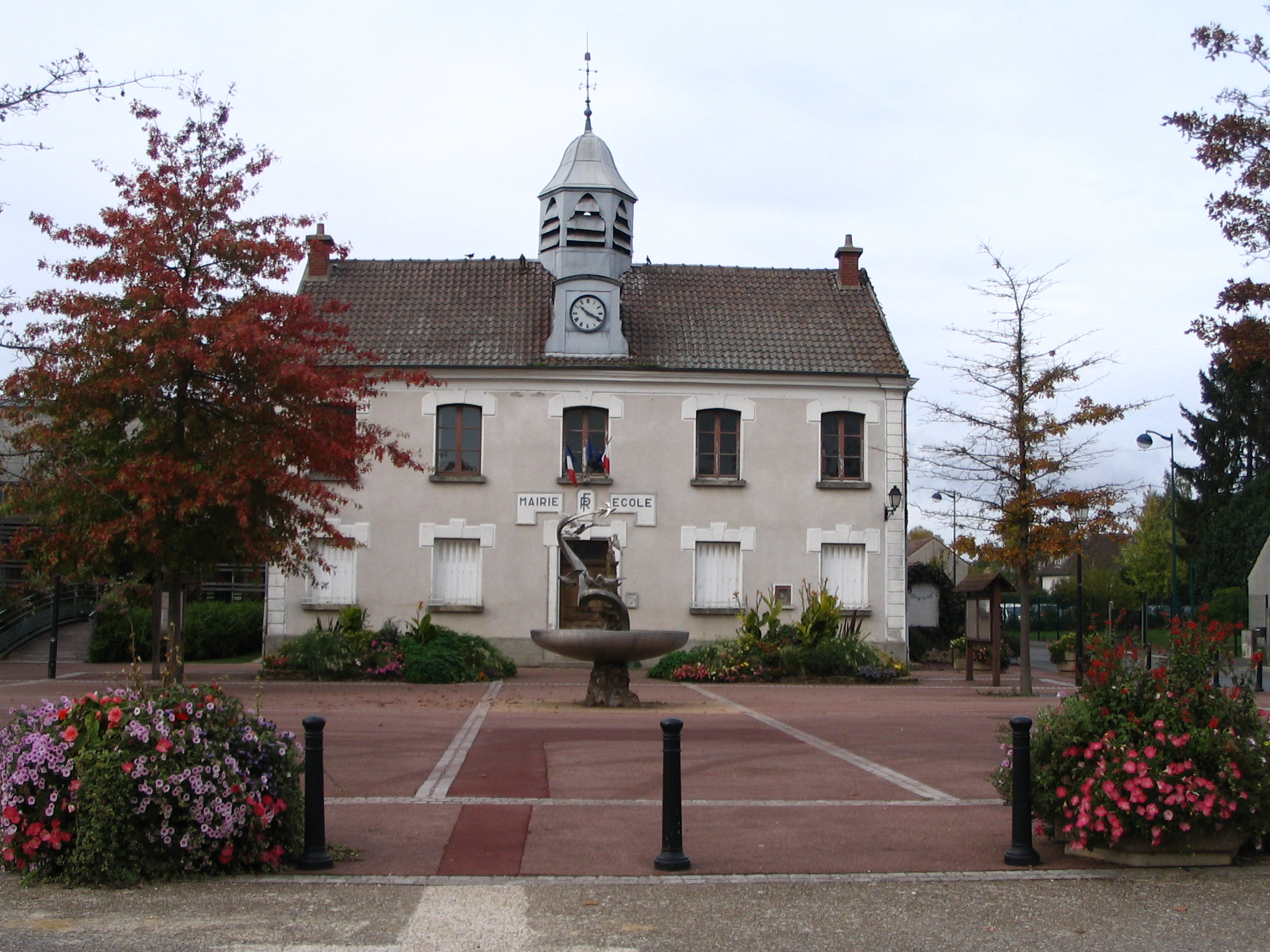
Gemeentehuis
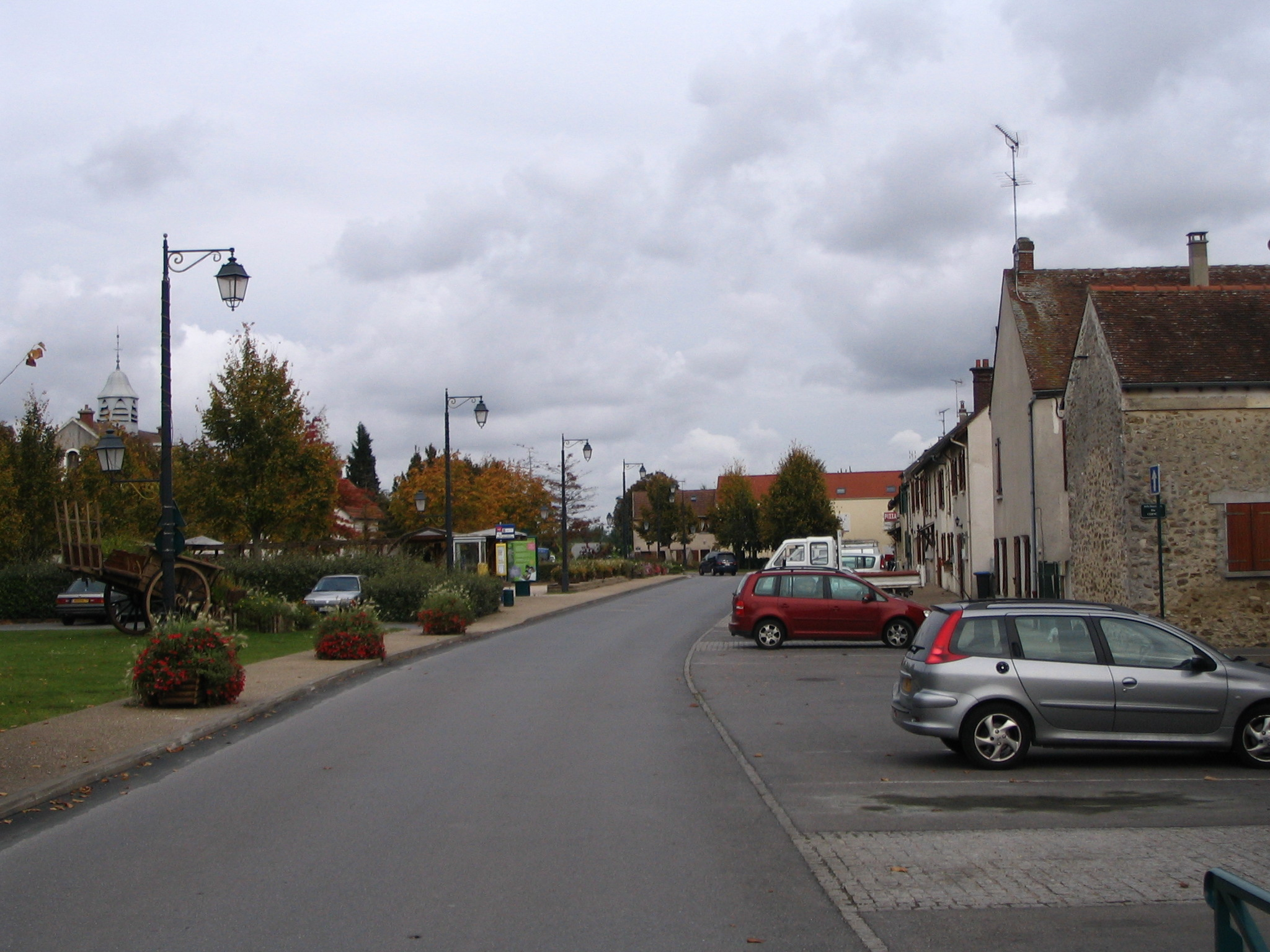
Rue de Paris

## Geografie
De oppervlakte van Bailly-Romainvilliers bedraagt 8,0 km², de bevolkingsdichtheid is 424,1 inwoners per km².
De onderstaande kaart toont de ligging van Bailly-Romainvilliers met de belangrijkste infrastructuur en aangrenzende gemeenten.

## Demografie
Onderstaande figuur toont het verloop van het inwonertal (bron: INSEE-tellingen).